# Gottfried I. (Bretagne)
Gottfried I. (Geoffroi I. Béranger) († 20. November 1008) war Herzog von Bretagne von 992 bis 1008.
Er war der Sohn von Conan dem Krummen und der Ermengarde von Anjou, Tochter des Grafen Gottfried I. von Anjou, durch die sein Vorname in die bretonische Regentenliste kam.
Nach dem Tod seines Vaters 992 in der zweiten Schlacht von Conquereuil, folgte ihm Gottfried als Graf von Rennes nach. 994 besiegte er den jungen Grafen von Nantes, Judicaël, den er zur Unterwerfung zwang. 995 nahm er daraufhin den Titel eines Herzogs der Bretagne an. Um seine Herrschaft im Nantais nach dem Tod Judicaëls und des Bischofs Hervé (1004) zu sichern, ließ er einen Ritter aus Rennes zum neuen Bischof von Nantes wählen: Walter II. (Gauthier II.) (1004–1041).
Gottfried I. starb im Jahr 1008 auf der Rückreise einer Pilgerfahrt nach Rom.
Er war mit Havoise von Normandie verheiratet, einer Tochter des Herzogs Richard I. von Normandie, mit der er mindestens drei Kinder hatte:
- Alain III. (* 997; † 1040), Herzog von Bretagne
- Odo (Éon, Eudon) (* 999; † 1079), Graf von Penthièvre
- Adèle I. († 1067), ab 1032 Äbtissin von Saint-Georges de Rennes